# Chajjim Lewin
Chajjim Lewin (hebr. חיים לוין; ur. 3 marca 1937 w Petach Tikwie, zm. 21 kwietnia 2024) – izraelski piłkarz grający na pozycji bramkarza.

## Kariera
Był piłkarzem następujących klubów: Hapoel Petach Tikwa (1954–1957), Hapoel Kefar Sawa (wypożyczenie, 1955–1956), Hapoel Hadera (1956–1957), Maccabi Hajfa (1957–1960), Maccabi Tel Awiw (1960–1969), Beitar Jerozolima (1969–1971), Maccabi Netanja (1971–1973) i Hapoel Jerozolima (1973–1976). Wraz z Maccabi Tel Awiw zdobył następujące trofea: mistrzostwo Izraela (1968), puchar Izraela (1964, 1965, 1967), superpuchar Izraela (1965, 1968) i Puchar Klubowych Mistrzów Azji (1969).
W reprezentacji Izraela zadebiutował 19 maja 1963 w przegranym 0:5 towarzyskim meczu z Brazylią. W 1964 roku wraz z reprezentacją zdobył mistrzostwo Azji na turnieju rozgrywanym w Izraelu. Wystąpił także na Letnich Igrzyskach Olimpijskich 1968.